# 解离性失忆症
，又称为心因性失忆症或创伤性失忆症（英語：Psychogenic amnesia），是一种心理疾病。患者會遺忘個人記憶中的重要資料，通常不是由生理因素（如腦部受傷或記憶力退化）所引起的，而是曾遭受重大打擊造成內心重大的悲痛，或對自己家人極端不滿所造成。患者對創傷產生自我防衛機制，而喪失記憶。
當人在面對受到龐大的社會心理壓力、傷害時，又或是經歷重大打擊後，病患為了逃離可怕的現實或擺脫不愉快的思想所啟動的心理防衛機制，透過個人意識、認同或是行為協調的短暫性改變來迴避傷害，以免使自己情緒崩潰或是身心受創，但當解離過程失控時，可能造成各種解離性疾患。這會使得個人意識、記憶、身份、或對環境知覺的認知被破壞，其症狀有失憶、失去自我與現實感、身分認同混淆甚至出現多重人格等。而在某些情形下，受到外在環境刺激、內在創傷情緒的雙重影響，可能會瞬間讓這份心理壓力自動解離成為許多自我，由於這會干擾記憶提取的功能，就有可能導致患者離解出部分人格來承受「消失」的記憶，或進到不被原先人格所察覺的另一個人格中。嚴重的患者可能陷入茫然、迷離的狀態，而忽視了自己的存在。大多數解離症會猝不及防的發作，但也恢復得快，多數患者病情不會持續超過一年，但據統計如果發病超過一年，超過一半的患者可能會持續有此症狀超過十年。
一般人在承受心理壓力或遭遇心靈創傷時，會感覺到焦慮、恐慌或憂鬱等負面情緒，但隨著時間流逝和事物的變遷，這種痛苦會逐漸地淡化或被遺忘，不過這並非是指壓力和創傷就此消失了，而是人們在這調適的過程中將這些轉移到潛意識裏，此稱之為「潛抑」作用。當然這種寧靜調適的能力還是有限度的，若是此障礙的程度太大了，有些人就會發生失憶現象。這些過大的心靈傷害會給人類意識上太大的通苦，甚至可能造成精神崩潰，所以在不自覺的細密解離過程，將創傷事件的內容從患者的意識中抽離而移至潛意識裏，例如在目睹到極血腥的殺人事件後可能會藉由失憶來避免回想起當時的恐懼，這雖然能避免憂鬱自傷或心志瘋狂等危險，但也導致發生了失憶現象，即解離性失憶。
而解離性失憶最常見的症狀是對於個人身份的遺忘，但對一般資訊的記憶則是完好無缺的，例如說他會忘記他是誰、家住哪裡、要做什麼，然而基本的語言能力和生存能力通常不會喪失，而且主要是失去「過去的記憶」，患者會無法回憶創傷性事件之前的生活或個人人格。少數案例會直接離開家到一個陌生的地方開始新的生活，失憶症患者無法因為別人告訴他們記憶就恢復，他們需要主動找回自己的記憶。患有解離性失憶症的患者中，普遍來說青少年、年輕人較常見，而女性也普遍多於男性。
解離性失憶症是由於內心的壓力造成的，所以是種因心理因素所導致的疾病，所以外在檢查大多不能檢查出腦部受損的情況。也就是說，解離性失憶症病人都是「自己想要遺忘記憶」的──此處的自己指的是失憶前的自己。因此雖然解離性失憶症是精神病的一種，但往往都對於患者本人有幫助，如遺忘家暴、性暴力、目睹的重大犯罪等，部份失去記憶後的患者會想要取回記憶，但卻會因試圖取回記憶的行為而受到痛苦。迄今對於此症狀病發的產生，無法用生理解釋，且眾說紛紜。有些研究報告資料發現，此與反社會人格者、藥物濫用者或長期酗酒等個案中，較容易被發現此症狀現象。

## 症狀及特徵

### 症狀
常見之症狀有以下幾類：
1. 無法認出自己的朋友或家人。
2. 無法記住自己曾經做過的事。
3. 對原來熟悉的地方感到陌生。
4. 無法記住自己的重要資訊，如:忘記自己的姓名、住址、父母親姓名、畢業學校、家裡電話號碼等。
5. 以前能夠輕易做的事情，現在卻不能
6. 在開車旅途中，忘記這期間發生什麼事

### 特徵
根據DSM-IV-TR的檢核表，解離性失憶症有以下兩項特徵：
1. 一次或多次的發作，不能回憶起個人重要的資料，其失忆與創傷或過大的壓力有關，無法以一般人的遺忘現象來解釋。
2. 患者的解離健忘症與重大的痛苦或傷害有關。

## 分類
解離性失憶症患者回想不起來的記憶資料，仍然存在潛意識中，如果經由催眠就可以想起來，其健忘現象是由於內心的壓力所造成，所以又稱為心理因素失憶症，簡稱心因性失憶症。這種失憶症可以分為以下四類：
- 選擇性失憶：患者對於自己在某個時段所發生的事情，會選擇性地記得某些部分，或選擇性的忘掉某些部分。
- 局部性失憶：患者在某些創傷事件後不久，腦海中一片空白，對某個時段所發生的事情完全想不起來。
- 間斷性失憶：患者對某個時間點之前的事情，完全想不起來。
- 全盤性失憶：患者對於自己的身世與生活史，完全忘記，忘記自己是誰、叫什麼名字、父母親姓名等。

## 外部連結
- 解離狀態下的自傷行為：一位解離性失憶的案例報告 （页面存档备份，存于）
- 解離性疾患 （页面存档备份，存于）